# Acarospora dispersa
Acarospora dispersa är en lavart som först beskrevs av Heinrich Adolph Schrader och som fick sitt nu gällande namn av William Nylander. 
Acarospora dispersa ingår i släktet Acarospora och familjen Acarosporaceae. Inga underarter finns listade i Catalogue of Life.